# Красносельське сільське поселення (Увинський район)
Красносе́льське сільське поселення (рос. Красносельское сельское поселение) — муніципальне утворення у складі Увинського району Удмуртії, Росія. Адміністративний центр — село Красне.
Населення — 740 осіб (2015; 784 в 2012, 813 в 2010).
Голова:
- 2008–2012 — Мінгазов Наїль Гілемханович
- 2012-2016 — Мінгазов Наїль Гілемханович

## Склад
До складу поселення входять такі населені пункти:
| Населений пункт     | Населення, осіб (2010) | Населення, осіб (2012) |
| ------------------- | ---------------------- | ---------------------- |
| Бінвір, присілок    | 16                     | 15                     |
| Красне, село        | 612                    | 594                    |
| Лучег, присілок     | 0                      | 0                      |
| Рябіновка, присілок | 96                     | 94                     |
| Турингурт, присілок | 89                     | 81                     |

У поселенні діють школа, садочок, бібліотека, клуб, 3 ФАПи. Серед промислових підприємств працюють СПК «Урал» та нафтові вишки ТОВ «Удмуртнафта».